# Municipio de Elk (condado de Osage)
El municipio de Elk (en inglés: Elk Township) es un municipio ubicado en el condado de Osage en el estado estadounidense de Kansas. En el año 2010 tenía una población de 1886 habitantes y una densidad poblacional de 13,43 personas por km².

## Geografía
El municipio de Elk se encuentra ubicado en las coordenadas 38°48′13″N 95°33′8″O / 38.80361, -95.55222. Según la Oficina del Censo de los Estados Unidos, el municipio tiene una superficie total de 140.45 km², de la cual 140,18 km² corresponden a tierra firme y (0,19 %) 0,26 km² es agua.

## Demografía
Según el censo de 2010, había 1886 personas residiendo en el municipio de Elk. La densidad de población era de 13,43 hab./km². De los 1886 habitantes, el municipio de Elk estaba compuesto por el 97,67 % blancos, el 0,32 % eran afroamericanos, el 1,06 % eran amerindios, el 0,05 % eran asiáticos, el 0,16 % eran de otras razas y el 0,74 % eran de una mezcla de razas. Del total de la población el 1,38 % eran hispanos o latinos de cualquier raza.